# فرودگاه تونگول وویونگ
فرودگاه تونگول وویونگ (به انگلیسی: Tunggul Wulung Airport) (به زبان بومی: Bandar Udara Tunggul Wulung) یک فرودگاه همگانی  با کد یاتا CXP است که یک باند فرود آسفالت دارد و طول باند آن ۱۴۰۰ متر است . این فرودگاه در  کشور اندونزی قرار دارد و در ارتفاع ۲۱٫۰۲ متری از سطح دریا واقع شده‌است .

## شرکت‌های هواپیمایی و مقصدهای پروازی
| شرکت‌های هواپیمایی | مقصدهای پروازی           |
| ----------------- | ------------------------ |
| پلیتا ایر سرویس   | چارتر: حلیم پرداناکوسوما |
| سوسی ایر          | حلیم پرداناکوسوما        |